# Saint Francis (přítok Mississippi)
Saint Francis (anglicky Saint Francis River, česky řeka svatého Františka) je řeka ve státech Arkansas a Missouri v USA. Je 720 km dlouhá. Povodí má rozlohu 22 600 km².

## Průběh toku
Pramení na plošině Ozark. Na středním a dolním toku protéká Mississippskou nížinou. Je pravým přítokem řeky Mississippi.

## Vodní režim
Průměrný roční průtok vody je 167 m³/s. Nejvodnější je na jaře a na podzim voda opadá.

## Využití
Na řece se nachází přehrada Wappapello. Voda z řeky se používá na zavlažování. Splavná je pro menší lodě v délce 240 km od ústí.